# Chersotis vallensis
Chersotis vallensis là một loài bướm đêm trong họ Noctuidae.